# Krusa amazonica
Krusa amazonica is een hooiwagen uit de familie Sclerosomatidae.